# Mojmír Smékal
Mojmír Smékal (27. května 1920 Olomouc – 21. září 1995 Praha) byl českým hudebníkem a skladatelem. Hrál na saxofon, klarinet a kontrabas. V letech 1954 až 1980 pracoval v hudební redakci Československého rozhlasu.

## Dílo
Smékal psal jednak taneční hudbu či písničky pro děti, ale také jeho skladby doprovázejí rozhlasové inscenace. Napsal například:
- „Bylo léto“
- „Kulové eso“
- „Švagr má bagr“ (slova Zdeněk Svěrák)
- „Vzkaz po hvězdách“